# Crassula expansa
Crassula expansa är en fetbladsväxtart. Crassula expansa ingår i släktet krassulor, och familjen fetbladsväxter.

## Underarter
Arten delas in i följande underarter:
- C. e. expansa
- C. e. filicaulis
- C. e. fragilis
- C. e. pyrifolia